# Dipartimento di Masaya
Il dipartimento di Masaya è uno dei 15 dipartimenti del Nicaragua, il capoluogo è la città di Masaya.
Il nome deriva dal vulcano Masaya.

## Comuni
1. Catarina
2. La Concepción
3. Masatepe
4. Masaya
5. Nandasmo
6. Nindirí
7. Niquinohomo
8. San Juan de Oriente
9. Tisma